# Shiro Teshima
Shiro Teshima (26. februar 1907 - 6. november 1982) var en japansk fodboldspiller.

## Japans fodboldlandshold
| Japans landshold | Japans landshold | Japans landshold |
| År               | Kmp              | Mål              |
| ---------------- | ---------------- | ---------------- |
| 1930             | 2                | 2                |
| Total            | 2                | 2                |